# Oxford (Alabama)
Pour les articles homonymes, voir Oxford (homonymie).
La ville américaine d’Oxford est située dans les comtés de Calhoun et Talladega, dans l’État de l’Alabama. Lors du recensement de 2010, sa population s’élevait à 21 348 habitants, en hausse de 46,3 % par rapport à 2000.

## Démographie
| 1880 | 1890  | 1900  | 1910  | 1920  | 1930  | 1940  | 1950  |
| ---- | ----- | ----- | ----- | ----- | ----- | ----- | ----- |
| 780  | 1 473 | 1 372 | 1 090 | 1 108 | 1 206 | 1 393 | 1 697 |

| 1960  | 1970  | 1980  | 1990  | 2000   | 2010   | - | - |
| ----- | ----- | ----- | ----- | ------ | ------ | - | - |
| 3 603 | 4 361 | 8 939 | 9 362 | 14 592 | 21 348 | - | - |